# Disziplinarvorgesetzter
Der Disziplinarvorgesetzte ist ein Vorgesetzter, der in Unternehmen oder der öffentlichen Verwaltung die Dienstaufsicht über Mitarbeiter, Beamte und Dienstkräfte oder bei der Bundeswehr die Disziplinarbefugnis über Soldaten ausübt.

## Allgemeines
Bei den Vorgesetzten unterscheidet man zwischen Disziplinarvorgesetzten und Fachvorgesetzten. Ihnen gemeinsam ist, dass sie als Führungskräfte die Befugnis besitzen, Personalführung über ihnen unterstellte Mitarbeiter wahrzunehmen. Sie unterscheiden sich jedoch nach dem Inhalt der Führungsaufgabe. Während Fachvorgesetzte im Rahmen eines bestimmten Fachgebiets oder Arbeitsgebiets über alle zur Aufgabenerfüllung notwendigen Handlungen ihrer Mitarbeiter entscheiden und entsprechende Weisungen erteilen dürfen, sind Disziplinarvorgesetzte mit Disziplinarrechten ausgestattet. Es kann daher vorkommen, dass ein Mitarbeiter sowohl einen Disziplinar- als auch einen Fachvorgesetzten hat. Der Disziplinarvorgesetzte kann zugleich auch Fachvorgesetzter, der ausschließliche Fachvorgesetzte aber niemals Disziplinarvorgesetzter sein.

## Aufgaben
Die Aufgabenbereiche von Disziplinarvorgesetzten in Wirtschaft und öffentlichem Dienst sind identisch. Im Rahmen des Direktionsrechts nimmt der Disziplinarvorgesetzte generell zwei Aufgabenbereiche wahr, und zwar im Rahmen der Personalführung und der Disziplinarrechte:
- Personalführung:
  - Ernennung (Einstellung, Beförderung, Vergabe von Amtsbezeichnungen)
  - Entscheidung über Umsetzung, Versetzung, Abordnung und Zuweisung
  - Erteilung und Versagung von Erholungs- und Sonderurlaub
  - Mitarbeiterbewertung, Arbeitszeugnis
  - Entlassung von Mitarbeitern.
- Disziplinarrechtliche Entscheidungen bei Verletzungen der Arbeitspflicht (Dienstvergehen)
  - Dienstlicher Verweis
  - Ermahnung
  - Abmahnung
  - Kürzung des Arbeitsentgelts oder von Sondervergütungen
  - Verhängung von Geldbußen
  - Zurückstufung
  - Kündigungserklärung

Die im Rahmen der Personalführung liegende Vergabe von Amtsbezeichnungen betrifft in der Wirtschaft insbesondere die Ernennung zum Handlungsbevollmächtigten, Prokuristen oder Direktor. Bei Beamten sind es die Grundamtsbezeichnungen der Beamten. Die nach Schwere aufsteigenden disziplinarrechtlichen Maßnahmen haben Konsequenzen auf die Mitarbeiterbewertung und das Arbeitszeugnis.

## Beamte
Der beamtete Disziplinarvorgesetzte ist nach Reinhard Höhn ein Vorgesetzter, der zwei Befugnisse besitzt:
- Er kann die Befolgung erteilter Anordnungen mittels Disziplinarmaßnahmen erzwingen und
- er kann die Nichtbefolgung gegebener Anordnungen durch Disziplinarmaßnahmen ahnden.

Im Beamtenrecht können nicht alle disziplinarrechtlichen Maßnahmen vom unmittelbaren Disziplinarvorgesetzten ergriffen werden. Vielmehr ist im Bundesdisziplinargesetz (BDG) und in der Wehrdisziplinarordnung (WDO) konkret geregelt, welche Hierarchiestufe für einzelne Disziplinarmaßnahmen zuständig ist. So ist nach § 33 Abs. 2 BDG jeder Dienstvorgesetzte zu Verweisen und Geldbußen gegen die ihm unterstellten Beamten befugt. Kürzungen der Dienstbezüge können die oberste Dienstbehörde bis zum Höchstmaß und die der obersten Dienstbehörde unmittelbar nachgeordneten Dienstvorgesetzten bis zu einer Kürzung um ein Fünftel der Dienstbezüge auf zwei Jahre festsetzen (§ 33 Abs. 3 BDG).
Welche der Disziplinarmaßnahmen im Einzelfall zur Anwendung kommt, ist abhängig von dem im beamtenrechtlichen Disziplinarverfahren geltenden – und auch im Arbeitsrecht analog anzuwendenden – Schuldprinzip und dem Grundsatz der Verhältnismäßigkeit (Übermaßverbot). Danach muss die gegen den Beamten/Arbeitnehmer ausgesprochene Disziplinarmaßnahme unter Berücksichtigung aller belastenden und entlastenden Umstände des Einzelfalls in einem gerechten Verhältnis zur Schwere des Dienstvergehens und zum Verschulden des Beamten/Arbeitnehmers stehen. Zunächst soll bei einem Beamten/Arbeitnehmer die niedrigste Disziplinarmaßnahme eingesetzt werden, bei wiederholten Verstößen kommen dann strengere zum Einsatz.

## Bundeswehr
Disziplinarvorgesetzter ist nach § 1 Abs. 4 SG, wer Disziplinarbefugnis über Soldaten seines Befehlsbereichs hat. Die Befugnis, Disziplinarmaßnahmen zu verhängen und die sonst den Disziplinarvorgesetzten obliegenden Entscheidungen und Maßnahmen zu treffen (Disziplinarbefugnis), haben nach § 27 Abs. 1 Wehrdisziplinarordnung (WDO) die Offiziere, deren truppendienstliche Vorgesetzte sowie die Vorgesetzten in vergleichbaren Dienststellungen, denen sie durch den Bundesminister der Verteidigung zur Erfüllung besonderer Aufgaben verliehen wird. Oberster Disziplinarvorgesetzter ist der Bundesminister der Verteidigung. Die Disziplinarmaßnahmen, die Disziplinarvorgesetzte verhängen können, werden als einfache Disziplinarmaßnahmen bezeichnet und sind (§ 22 Abs. 1 WDO):
- Verweis
- strenger Verweis
- Disziplinarbuße
- Ausgangsbeschränkung
- Disziplinararrest

Außerdem kann der Disziplinarvorgesetzte die vorläufige Festnahme eines Soldaten nach § 21 WDO durchführen.
Gemäß § 28 Abs. 1 WDO ist die Disziplinarbefugnis nach der Dienststellung der Disziplinarvorgesetzten abgestuft und wird vom Kompaniechef, Bataillonskommandeur oder Bundesminister der Verteidigung wahrgenommen. Innerhalb seiner Zuständigkeit ist der Disziplinarvorgesetzte selbständig tätig (§ 35 WDO). Die höheren Disziplinarvorgesetzten üben zwar Dienstaufsicht aus, können jedoch weder das „Ob“ noch das „Wie“ einer Disziplinarmaßnahme befehlen.

### Dienstältester Deutscher Offizier
Ein Dienstältester Deutscher Offizier (DDO) ist der Disziplinarvorgesetzte und truppendienstlicher Führer der  bei einer zwischenstaatlichen oder überstaatlichen Organisation eingesetzten deutschen Soldaten. Dienstältester Offizier (DO) ist die entsprechende Bezeichnung in nationalen zivilen Dienststelle oder bei der Bundeswehrverwaltung.
Dienstälteste Deutsche Offiziere gibt es beispielsweise bei der NATO oder beim European Air Transport Command; Dienstälteste Offiziere gibt es beispielsweise beim Bundesnachrichtendienst, bei der Heeresinstandsetzungslogistik oder bei der Ständigen Vertretung der Bundesrepublik Deutschland bei den Vereinten Nationen in New York.